# لوبومیر لوهووی
لوبومیر لوهووی (اسلواکی: Ľubomír Luhový؛ زادهٔ ۳۱ مارس ۱۹۶۷) بازیکن سابق و مربی فوتبال اهل اسلواکی است.
از باشگاه‌هایی که در آن بازی کرده‌است می‌توان به باشگاه فوتبال اوراوا رد دیاموندز اشاره کرد.